# 西蔵王有料道路
西蔵王有料道路（にしざおうゆうりょうどうろ、西蔵王高原ライン）は、山形県道路公社が管理していた山形県山形市を通っていた一般有料道路である。

## 概要
1986年8月1日供用開始、2016年3月31日料金徴収期間満了。
仙台から蔵王温泉に向かう最短ルートとなっている。なお、高速道路からアクセスする場合は、山形自動車道山形蔵王ICからとなる。

### 路線データ
- 路線名：山形県道53号山形永野線
- 起点：山形県山形市蔵王温泉字同志平
- 終点：山形県山形市蔵王成沢羽龍
- 全長：3.2km
- 規格：第3種第3級
- 道路幅員：8.0m
- 車線数：2車線
- 料金所：1箇所
所在地：〒990-2334 山形市蔵王成沢字羽龍2895【北緯38度11分27.7秒 東経140度21分1.5秒 / 北緯38.191028度 東経140.350417度】
徴収時間：7：00 - 20：00[2]

## 沿革
- 1981年9月1日：着工
- 1986年8月1日：供用開始
- 1997年12月1日：北側の一部区間（7.3km）を無料開放。
- 2015年4月27日：蔵王山で火口周辺規制（噴火警戒レベル2）が発表されたことに伴い、蔵王温泉周辺の周遊促進を図るため、4月29日から同年5月31日までの期間限定で無料開放することとなった[3][4]。その後、同年6月30日まで、同年8月31日までと段階的に延長され、最終的には翌2016年3月31日まで無料開放された[5]。後述の料金徴収期間の変更と併せると、有料道路として料金が徴収されたのは、2015年4月28日が最後ということになる。
- 2016年3月25日：料金徴収期間が「供用開始の日から30年間」（2016年7月31日まで）から、「供用開始の日から平成28年3月31日まで」に改められる[6]。
- 2016年3月31日：料金徴収期間が満了する。

## 通行料金
いずれも料金徴収期間満了時点での金額
- 普通車：310円
- 中型車：460円
- 大型車：1,050円
- 軽自動車等：200円
- 軽車両等：30円